# Vau
Vau es una freguesia portuguesa del municipio de Óbidos, con 32,90 km² de superficie. Su densidad de población es de 26,6 hab/km².